# Claudia Mosquera Rosero-Labbé
Claudia Mosquera Rosero-Labbé (Buenaventura, Colombia) es una académica afrocolombiana. Ha sido consultora de la Fundación Panamericana Para el Desarrollo (FUPAD), de ONU Mujeres y de la Organización Internacional para las Migraciones (OIM).  Asesora por ONU Mujeres ante la Comisión Nacional de Reparación y Reconciliación (CNRR) en la elaboración del Programa Institucional de Reparaciones Colectivas. Se desempeñó como investigadora en el Centro de Investigaciones sobre Dinámica Social (CIDS) de la Universidad Externado de Colombia. Fue coordinadora y miembro fundador del Programa de Iniciativas para la Paz y la Convivencia- PIUPC- entre 1998 y 2001 
A 2024, es la directora del Grupo de Investigación sobre Igualdad Racial, Diferencia Cultural, Conflictos ambientales y Racismos en las Américas Negras (IDCARAN)

## Biografía
Claudia Mosquera es escritora y académica. Es trabajadora social de la Universidad de Cartagena, cuenta con una maestría en Estudios latinoamericanos de la Universidad de París III. Tiene un PhD en Trabajo Social por la Universidad de Laval (Canadá).Es profesora del Departamento de Trabajo Social e investigadora del Centro de Estudios Sociales (CES) de la Universidad Nacional de Colombia.
En su trayectoria académica y laboral ha sido autora y coautora de diferentes libros y artículos sobre la realidad y retos sociales que viven, principalmente, los pueblos étnicos y las personas racializadas en Colombia y América Latina. Ha sido consultora de la Fundación Panamericana para el Desarrollo (FUPAD) y de la Organización Internacional para las Migraciones (OIM). Asesora a la Comisión Colombiana de Reparación y Reconciliación (CNRRR) en nombre de ONU Mujeres.
Fue miembro del Comité Científico Internacional de la Ruta del Esclavo de la Unesco (2014-2016).

## Publicaciones
- 2020 - La pluralidad de rutas para comprender el enfoque diferencial y algunos cuestionamientos a sus alcances en las intervenciones sociales[10]
- 2019 - Monografía breve del Archipiélago de San Andrés, Providencia y Santa Catalina[11]
- 2015 - Sufrir el desplazamiento forzado para conocer los derechos: impactos del desplazamiento forzado en mujeres Afrocolombianas residentes en Bogotá[12]
- 2015 - Entre la negación del racismo institucional y la etnización de la diversidad étnico-racial negra en programas de combate a la pobreza[13]
- 2013 - Contradicciones discursivas en procesos de intervención social diferencial a la diversidad étnico-racial negra en programas sociales en Colombia[14]
- 2013 - Debates en torno a las víctimas del conflicto armado interno dentro del actual proceso de negociación de finalización del conflicto[15]
- 2012 - Las prácticas de las intervinientes en los procesos de atención psicosocial a la población desplazada por la violencia sociopolítica colombiana[16]
- 2009 - Acciones Afirmativas y ciudadanía diferenciada étnico-racial negra, afrocolombiana, palenquera y raizal: entre bicentenarios de las independencias y constitución de 1991[13]
- 2007 - A Critical Reading of Workshops on Sexual and Reproductive Health and Cultural Strengthening for Black Women Forcibly Displaced by the Armed Conflict in Colombia[17]
- 2007 - Lecturas críticas de los talleres de salud sexual y reproductiva y de fortalecimiento cultural desarrollados con mujeres negras desterradas por el conflicto armado en Colombia[17]
- 2006 - Conocimiento científico y "saberes de acción" en trabajo social: sobrevaloraciones, desconocimientos y revaloraciones: una lectura desde los países de América del Norte[18]
- 2005 - Traer "hijos o hijas al mundo": significados culturales de la paternidad y la maternidad[19]
- 2005 - Souffrir du déplacement forcé pour connaître ses droits[20]
- 2005 - Trabajo social y cultura de paz: entrevista a Gloria Cuartas[21]
- 2002 - Las trayectorias sociales e identitarias de los afrodescendientes[22]
- 2002 - Identidad cultural, identidad ritual : una comparación entre Brasil y Colombia[22]
- 2000 - Relatos de la violencia: impactos del desplazamiento forzado en la niñez y la juventud[23]
- 2011- La Farsa de la consulta previa en los pueblos negros- El Espectador[24]